# Guido von Eiselsberg
Guido Freiherr von Eiselsberg (ur. 2 stycznia 1824 w Linzu – zm. 30 marca 1887 w Steinhaus) –  austriacki polityk liberalny, poseł do Rady Państwa I kadencji.

## Życiorys
Absolwent Terezjańskiej Akademii Wojskowej, kapitan Armii Austro-Węgier od 1854 w stanie spoczynku. Ojciec Antona Eiselsberga.